# Crustulina sticta
Crustulina sticta là một loài nhện trong họ Theridiidae.
Loài này thuộc chi Crustulina. Crustulina sticta được Octavius Pickard-Cambridge miêu tả năm 1861.